# Ignazio Persico
Pour les articles homonymes, voir Persico.
Ignazio Camillo Guglielmo Maria Pietro Persico (en latin: Ignatius Camillus Persico), né le 30 janvier 1823 à Naples et mort le 7 décembre 1895 à Rome, est un cardinal italien de la fin du XIXe siècle. Il est membre de l'ordre des franciscains, au sein de la famille des Capucins.

## Biographie
Il est nommé évêque titulaire in partibus de Gratianopolis (de) en 1854 et envoyé comme vicaire apostolique d'Âgrâ,  qui va du territoire immense du Tibet jusqu'à l'Afghanistan et comprend le Pendjab et le Cachemire. Il démissionne pour des raisons de santé.
Persico participe au concile de Vatican I en 1869-1870. Il est nommé évêque de Savannah aux États-Unis, mais démissionne en 1870 pour des raisons de santé. Il arrive à Québec au Canada en 1873, apparemment pour se refaire une santé, mais probablement aussi pour renseigner la Curie romaine sur la situation de l'Église catholique au Québec, déchirée par les querelles. En décembre de cette année-là, il est nommé curé de Saint-Colomb de Sillery, près de Québec, où il demeure jusqu'en octobre 1876, date à laquelle il est rappelé à Rome.
Mgr Persico est envoyé en mission spéciale à Malabar en 1877 pour résoudre le schisme syro-chaldéen. Nommé évêque d'Aquino, Sora e Pontecorvo en 1878, il démissionne en 1887. Il est nommé archevêque titulaire de Damiette (de) la même année. Il exerce des fonctions au sein de la Curie romaine, notamment auprès de la "Congrégation pour la Propagande de la Foi".
Le pape Léon XIII le crée cardinal au consistoire du  16 janvier 1893. Le cardinal Persico est préfet de la "Congrégation des indulgences et reliques".